# Fronsac-Höhle
Die Fronsac-Höhle, franz. Grotte de Fronsac, ist eine Höhle des ausgehenden Magdaléniens. Sie befindet sich im Nordwesten des französischen Départements Dordogne und enthält Ritzzeichnungen, die Tiere, menschliche Wesen, Sexualsymbole und abstrakte Zeichen darstellen.

## Geographie

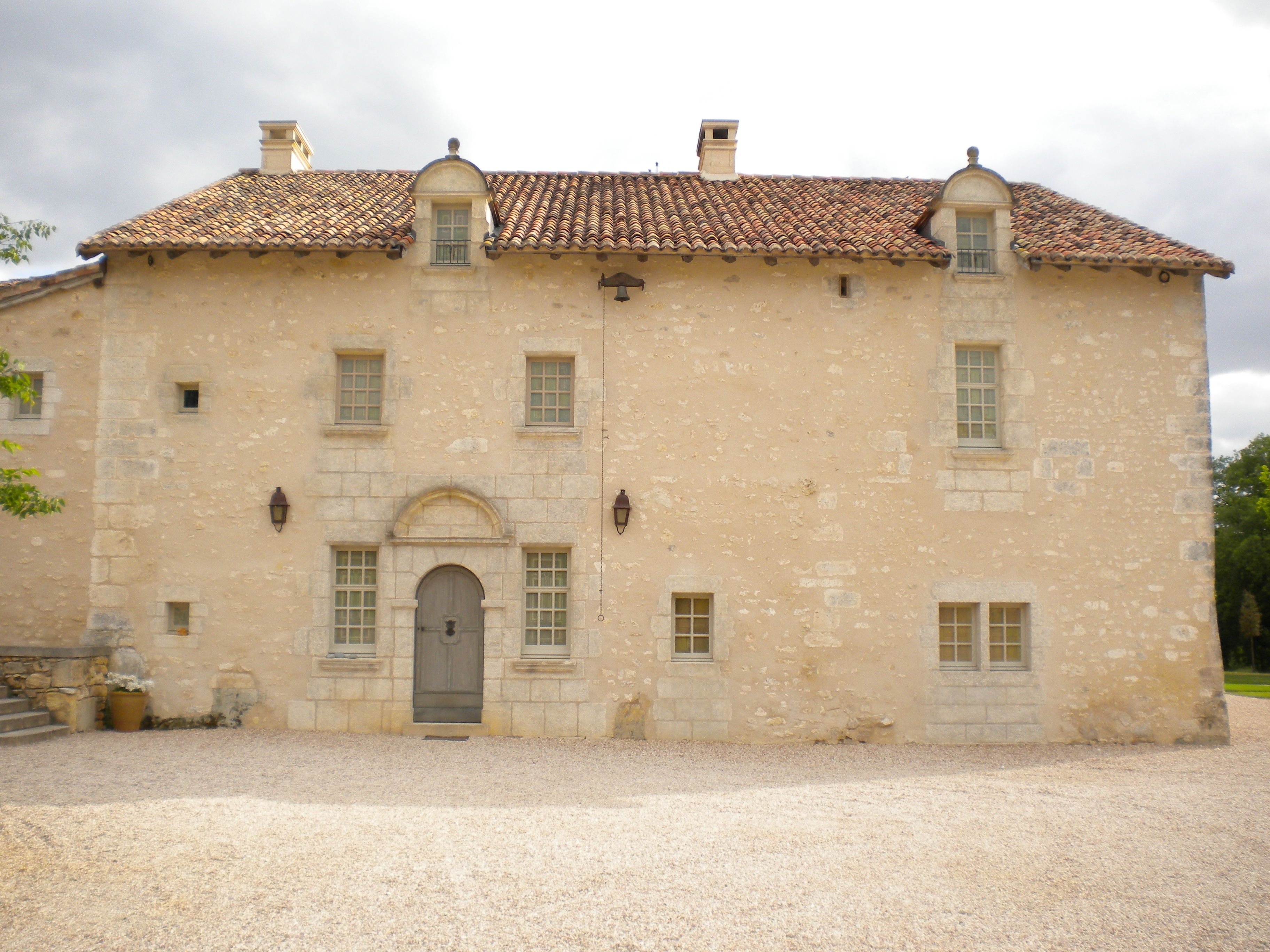
Das in der Nähe der Höhle gelegene Herrenhaus Manoir de Fronsac

Die Fronsac-Höhle befindet sich in der Nähe des namengebenden Weilers Fronsac, der zur Gemeinde Vieux-Mareuil gehört. 
Benachbarte Höhlen sind La Jovelle (La Tour-Blanche), Font-Bargeix (Champeaux-et-la-Chapelle-Pommier), Villars, Teyjat und Fourneau du  diable bei Bourdeilles.

## Geschichte
Die Höhle wurde 1984 von dem Speläologen Christian Carcazon entdeckt. Die wissenschaftliche Aufnahme wurde von Barbara und Gilles Delluc durchgeführt. Die Höhle ist zurzeit (2011) für Besucher geschlossen.

## Beschreibung der Höhle

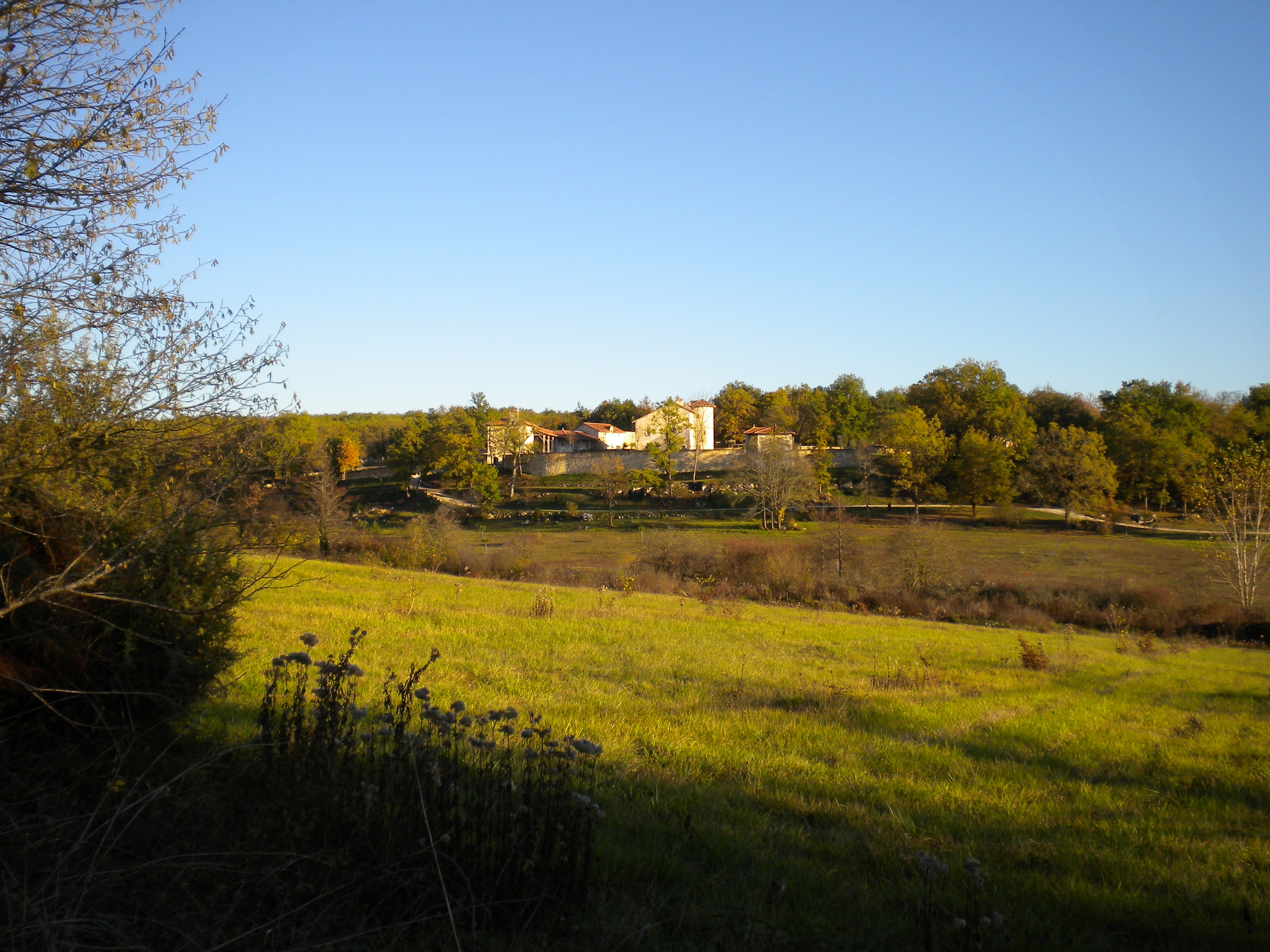
Kleines, rechtes Seitental der Belle bei Fronsac

Die Höhle hat sich in flachliegenden Schichten des Angoumiens gebildet. Sie ist 60 Meter lang. Ein hinter dem Eingang befindlicher Gang spaltet sich in zwei enge Passagen auf, die so genannte Galerie des animaux und die Galerie des femmes. Abbildungen finden sich in allen drei Abschnitten. Der vordere Gang ist mit einem abstrakten Rasterzeichen und dem Vorderteil eines Hirschartigen versehen. Die Tiergalerie zeigt auf der linken Wandseite ein Bison, einen Pferdekopf und mehrere fragmentarische Figuren; die rechte Wandseite enthält ebenfalls ein Rasterzeichen, schematische Frauenprofile, drei kopflose Pferde sowie eine komplex zusammengesetzte Komposition bestehend aus Sexualsymbolen (ein Phallus und zwei Vulven), einem Pferdekopf und drei kleinen Pferden. Die Frauengalerie setzt sich aus 20 Frauendarstellungen zusammen, die mehr oder weniger schematisch ausgeführt wurden (oft kopf- und fußlos) und in kleineren Gruppierungen oder mit anderen Elementen assoziiert auftreten (mit beispielsweise einem menschlichen Gesicht oder mit einem Phallus). Im Hinterabschnitt tauchen kleine Tierabbildungen auf.

## Zusammensetzung der abgebildeten Figuren
Insgesamt wurden an die 40 Figuren eingeritzt:
- 1 Bison
- 8 Pferde
- einige unbestimmbare Tiere
- 2 Rasterzeichen
- 2 Phalli
- 2 Vulven
- 21 Frauen
- 1 menschliches Profil

## Alter
Gemäß der Stilklassifikation nach André Leroi-Gourhan können die Abbildungen, insbesondere die Frauendarstellungen, dem Stil IV zugeordnet werden, d. h. dem ausgehenden Magdalénien. Sie dürften daher rund 12.000 Jahre BP entstanden sein. Ähnliche schematische Frauendarstellungen lassen sich auch in  den Höhlen von Lalinde, Couze (La Gare de Couze), Gouy (Seine-Maritime), Champeaux-et la-Chapelle-Pommier (Font-Bargeix) sowie in Gönnersdorf (Ortsteil von Neuwied) beobachten.